# آندرئا فلدمن
آندرئا فلدمن (انگلیسی: Andrea Feldman؛ ۱ آوریل ۱۹۴۸ – ۸ اوت ۱۹۷۲) یک هنرپیشه اهل ایالات متحده آمریکا بود.